# Johannes Petrus Kuenen

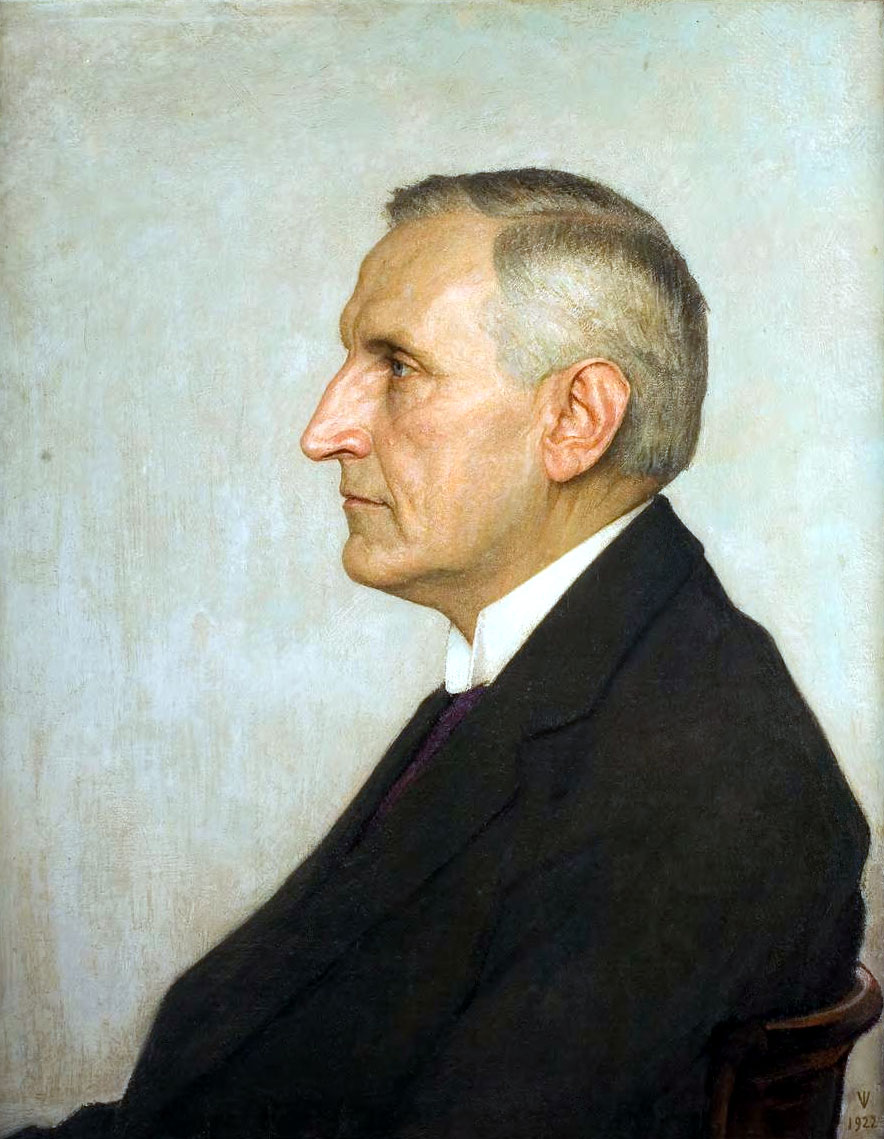
Johannes Petrus Kuenen
Gemälde von Jan Veth, 1922

Johannes Petrus Kuenen (* 11. Oktober 1866 in Leiden; † 25. September 1922 ebenda) war ein niederländischer Physiker.

## Leben
Johannes Petrus war der Sohn des Professors der Theologie in Leiden Abraham Kuenen. Nach dem Besuch des städtischen Gymnasiums seiner Geburtsstadt immatrikulierte er sich am 26. September 1884 an der Universität Leiden, um ein naturkundliches Studium zu absolvieren. Hier wurden Hendrik Antoon Lorentz und Heike Kamerlingh Onnes seine Lehrer. Kuenen promovierte am 12. April 1892 mit der Arbeit Metingen betreffende het oppervlak van Van der Waals voor mengsels van koolzuur en chloormethyl (deutsch: Messungen der Van-der-Waals-Kräfte an der Oberfläche für Mischungen von Kohlendioxid und Methylchlorid). Nachdem er seit 1890 als Assistent von Kamerlingh Onnes gearbeitet hatte, wurde er 1893 Konservator am naturkundlichen Laboratorium der Leidener Hochschule. 1895 erhielt er eine Professur der Physik an der University of Dundee und machte sich einen Namen bei der Erforschung des Materialzustandes bei der Verflüssigung und Verfestigung von Helium. 1896 wurde er zum Mitglied der Royal Society of Edinburgh gewählt.
Am 22. Dezember 1906 wurde er zum Professor der Physik an die Universität Leiden berufen, welche Aufgabe er am 25. Februar 1907 mit der Einführungsrede Het tegenwoordig standpunt en de beteekenis der molekulair theorie (deutsch: Der gegenwärtige Standpunkt und die Bedeutung der Molekulartheorie) antrat. 1911 wurde er Mitglied der Königlich Niederländischen Akademie der Wissenschaften, 1915 Mitglied der holländischen Gesellschaft der Wissenschaften in Haarlem, Mitglied des Kuratoriums des Metrologischen Instituts in De Bilt und Mitglied der Reichskommission für Boden- und Wasservermessung. 1922 wurde er Ehrendoktor der Universität Padua, wurde am 18. September desselben Jahres zum Rektor der Alma Mater gewählt, verstarb aber während jener Amtsperiode unerwartet.

## Familie
Kuenen verheiratete sich am 11. Juli 1896 in Leiden mit Dora Wicksteed (* September 1873; † 18. April 1961 in Leiden), die Tochter des Ökonomieprofessors Philip Henry Wicksteed (* 25. Oktober 1844 in Leeds; † 18. März 1927 in Childrey) und dessen Frau Mary Emma Solly. Aus der Ehe stammen drei Söhne und zwei Töchter. Von den Kindern kennt man:
- Mary Frances Kuenen (* 23. Mai 1897 in Dundee) verh. 5. September 1931 in London mit John Henry Burns
- William Abraham Kuenen (* 12. September 1899 in Dundee) verh. mit J. Worsley (Ottery St. Mary (England))
- Philip Henry Kuenen (* 22. Juli 1902 in Dundee; † 17. Dezember 1976 in Leiden) verh. 2. April 1932 in Den Haag mit Charlotte Suzanna Wilhelmina Pijzel (* 18. Mai 1909 in Amsterdam; † 30. März 1967 in Groningen)
- Emily Wiepkje Dorothea Kuenen (* 14. September 1906 in Dundee; † 14. August 1988 in Eindhoven) verh. 9. Juli 1934 in Leiden mit Hugo Christiaan Hamaker (* 23. März 1905 in Broek; † 7. September 1993 in Eindhoven)
- Donald Johan Kuenen (* 19. März 1912 in Leiden; † 21. September 1995 in Oegstgeest), Professor der Zoologie,  verh. 29. September 1939 in Den Haag mit Louisa Johanna Theodora Janssens (* 24. November 1911 in Den Helder; † 27. Mai 2002 in Oegstgeest)

## Werke
- Over de continuïteit van den gas- en vloeistoftoestand. 1873
- Theorie der Verdampfung und Verflüssigung von chemischen und fractionierten Destillation. Leipzig 1906
- Die Zustandsgleichung der Gas und Flüssigkeiten und die kontinuitätstheorie. Braunschweig 1907
- Natuurwetenschap en godsdienstig geloof . Baarn 1911